# پاتریس تریور زبا
پاتریس تریور زبا (انگلیسی: Patrice Traoré Zeba؛ زادهٔ ۳۱ ژانویهٔ ۱۹۷۲) ورزشکار اهل بورکینافاسو است. او در مسابقات تابستانی ۱۹۹۲ در ۱۰۰ متر مردان شرکت کرد.